# Dimarió
Dimarió är en ort i Grekland.   Den ligger i prefekturen Nomós Ártas och regionen Epirus, i den centrala delen av landet, 260 km nordväst om huvudstaden Aten. Dimarió ligger 599 meter över havet och antalet invånare är 262.
Terrängen runt Dimarió är kuperad.Runt Dimarió är det glesbefolkat, med 14 invånare per kvadratkilometer. Närmaste större samhälle är Arta, 14,6 km väster om Dimarió. I omgivningarna runt Dimarió växer i huvudsak blandskog.